# Codal
Codal era una freguesia portuguesa del municipio de Vale de Cambra, distrito de Aveiro.

## Historia
Fue suprimida el 28 de enero de 2013, en aplicación de una resolución de la Asamblea de la República portuguesa promulgada el 16 de enero de 2013 al unirse con las freguesias de Vila Chã y Vila Cova de Perrinho, formando la nueva freguesia de Vila Chã, Codal e Vila Cova de Perrinho.